# Triac
Il Triac è un componente elettronico, di tipo semiconduttore, specificamente progettato per controllare carichi in corrente alternata (dall'inglese triode for alternating current).

## Descrizione

Struttura di un triac

Si tratta di un dispositivo a tre terminali, di cui due sono detti anodi e sono la via di passaggio per la corrente controllata, mentre il terzo, definito gate, è l'ingresso di controllo.
Idealmente il Triac equivale a due SCR collegati in antiparallelo con il gate in comune. Ciascun elemento conduce solamente nel semiperiodo dell'onda in cui è polarizzato direttamente, da quando viene applicato un impulso di corrente al gate (superiore ad una soglia minima di sensibilità) fino al passaggio per lo zero della corrente. Nel caso della rete elettrica industriale a 50 Hz il semiperiodo dura 0,01 secondi. Si noti che il Triac non regola la corrente, ma può trovarsi esclusivamente nelle modalità di conduzione o interdizione. Ciò non è uno svantaggio, anzi permette di gestire elevate potenze con piccoli segnali di comando e con limitata dissipazione di calore.
Dal punto di vista implementativo, il Triac è impiegato essenzialmente in due modi:
- relè
- dimmer (regolatore di potenza)

Un utilizzo particolare è il seguente:
- Regolatore di tensione[1]

## Come relè a stato solido
È sufficiente innescare il triac all'inizio di un semiperiodo per mantenerlo in conduzione per tutta la sua lunghezza, a differenza dei transistor dove la conduzione si interrompe con la corrente di base nel triac ciò non avviene sino al passaggio dallo zero della semionda in questione. La tensione sul gate è riferita ad uno in particolare dei due anodi. Per proteggere il componente dalle sovratensioni prodotte dall'apertura del circuito quando sono presenti carichi induttivi (motori, trasformatori, ecc.) si collega tra gli anodi un circuito, detto snubber, di smorzamento. In alcuni casi lo si impiega necessariamente, per permettere l'uso di apparecchiature in cui lo spunto di corrente assorbita nel momento dell'accensione nel caso la sinusoide non sia prossima allo zero, superi la portata nominale dell'interruttore magnetotermico dell'impianto elettrico; una funzione di questo tipo si trova in alcuni modelli di alimentatori lineari da laboratorio HP, nei grossi alimentatori in grado di fornire 10 volt con corrente di 100 ampere, il dimensionamento del trasformatore di alimentazione è tale, da superare ampiamente durante lo spunto all'accensione, il limite di 16 ampere dei magnetotermici, in assenza di un Triac che lo alimenti solo in corrispondenza del passaggio sullo zero della sinusoide. È necessario inoltre calcolare la potenza termica dissipata dal Triac e valutare eventualmente l'applicazione di un dissipatore di calore. Molti dispositivi hanno il contenitore elettricamente isolato dai terminali elettrici, il loro fissaggio meccanico avviene con semplici viti o dadi.

## Come regolatore di potenza

Triac come regolatore di potenza

L'applicazione tipica del Triac si ha nei varialuce per i lampadari domestici, per la regolazione della velocità in elettrodomestici e piccoli motori elettrici. La limitazione della corrente viene effettuata modulando il tempo di conduzione del componente, inviando il segnale di innesco con un adeguato ritardo rispetto all'inizio di ogni semionda, variabile da zero alla durata del semiperiodo.
Dal punto di vista circuitale si può utilizzare un circuito RC in cui la resistenza è variabile, in associazione ad un DIAC. Per ottenere una regolazione più precisa e flessibile si utilizzano circuiti integrati dedicati oppure un microprocessore che rileva il passaggio per lo zero e produce un impulso con un ritardo esattamente calcolato. Il segnale è quindi applicato al Triac direttamente oppure attraverso sistemi di isolamento galvanico, quali il fotoaccoppiatore o un trasformatore di isolamento.